# Lindach (Heiligenstadt in Oberfranken)

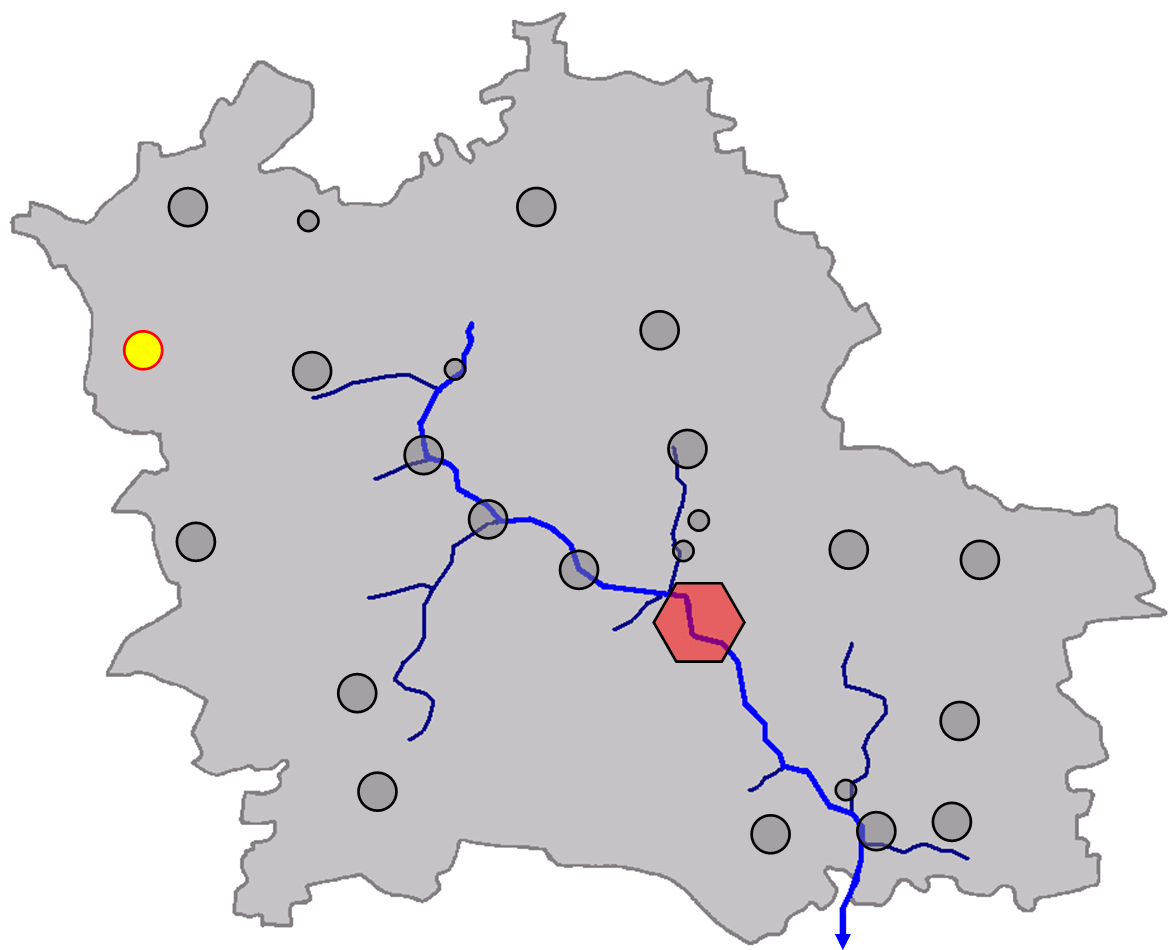
Lage Lindachs im Markt Heiligenstadt in Oberfranken

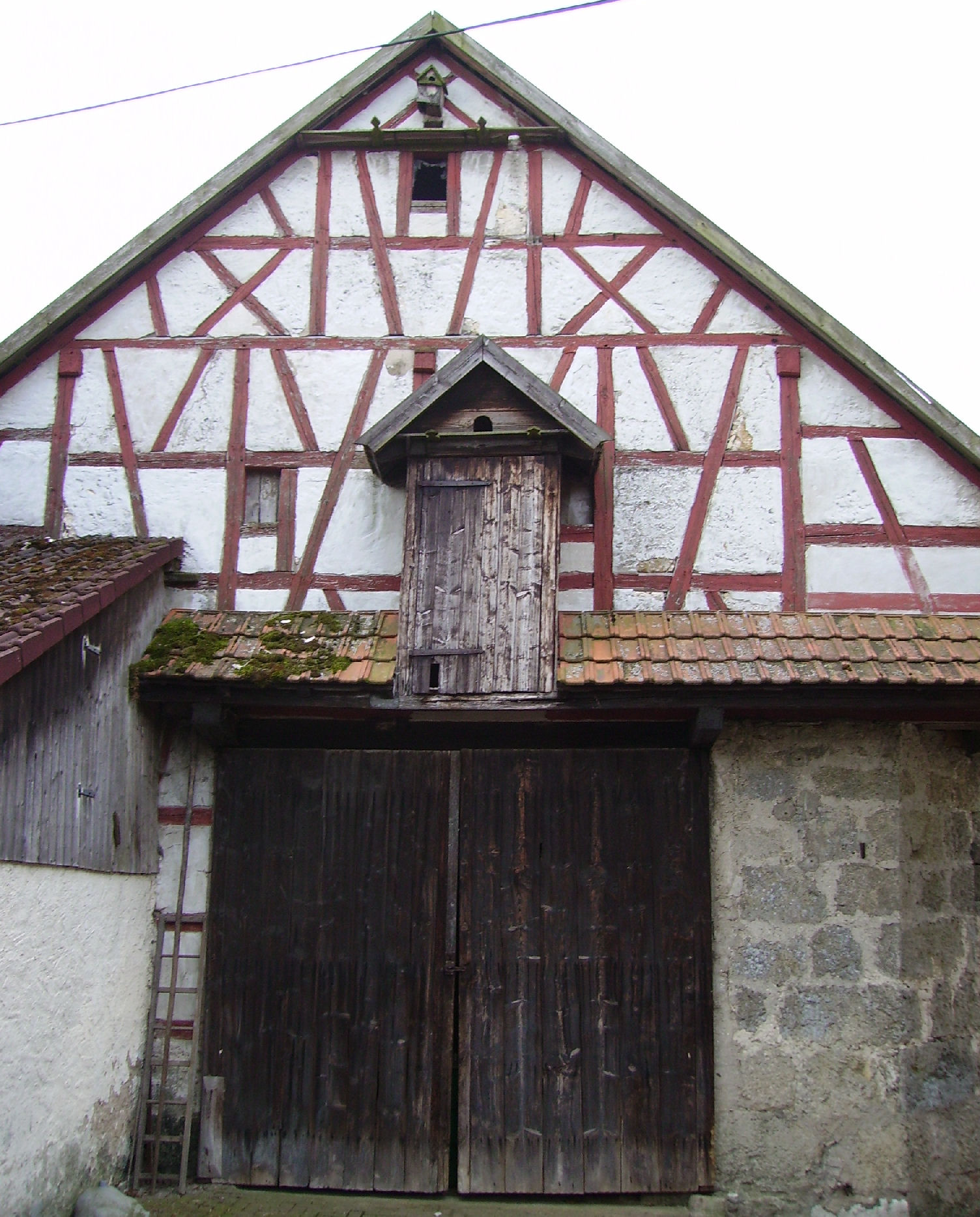
Scheune

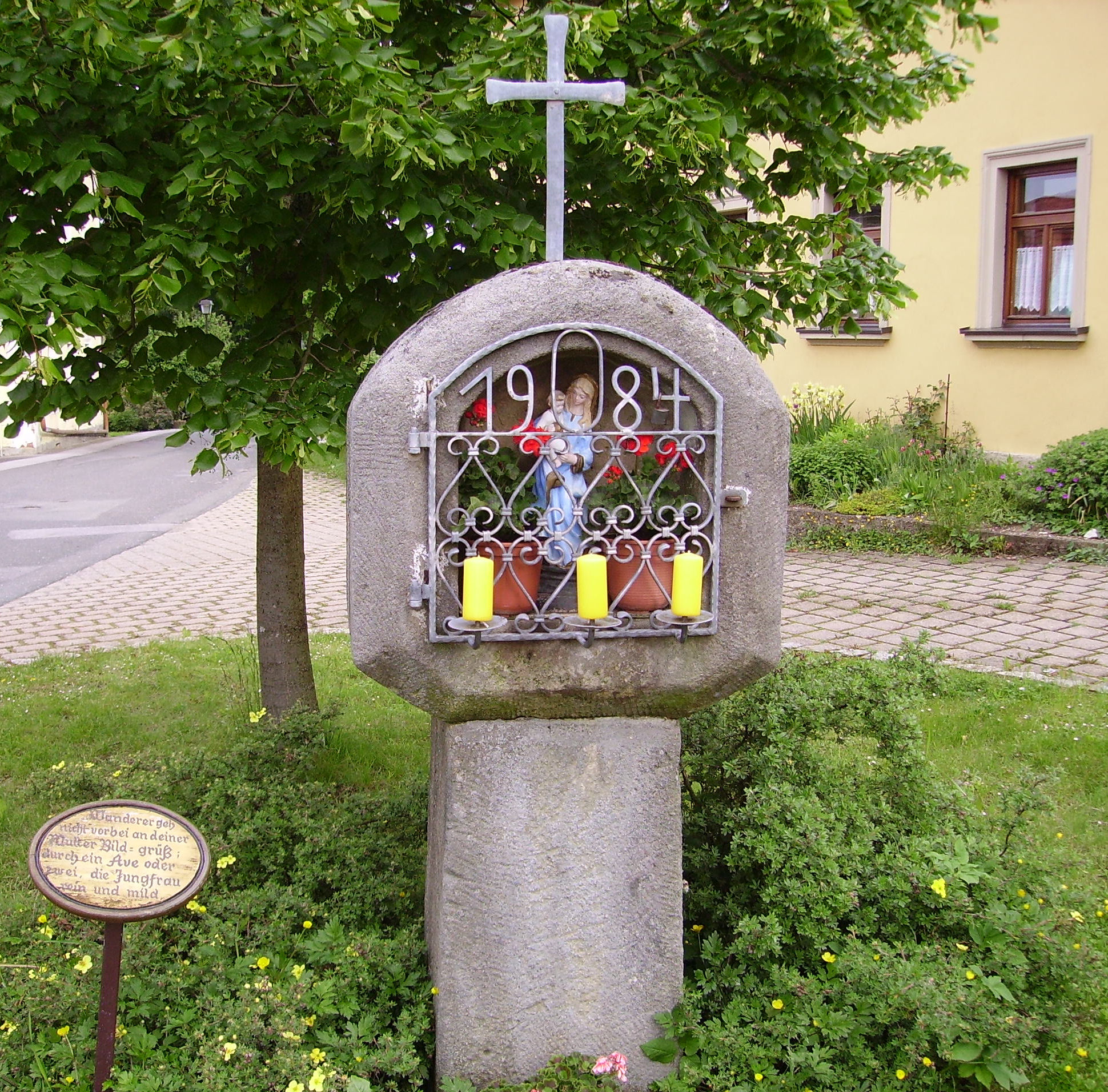
Marter

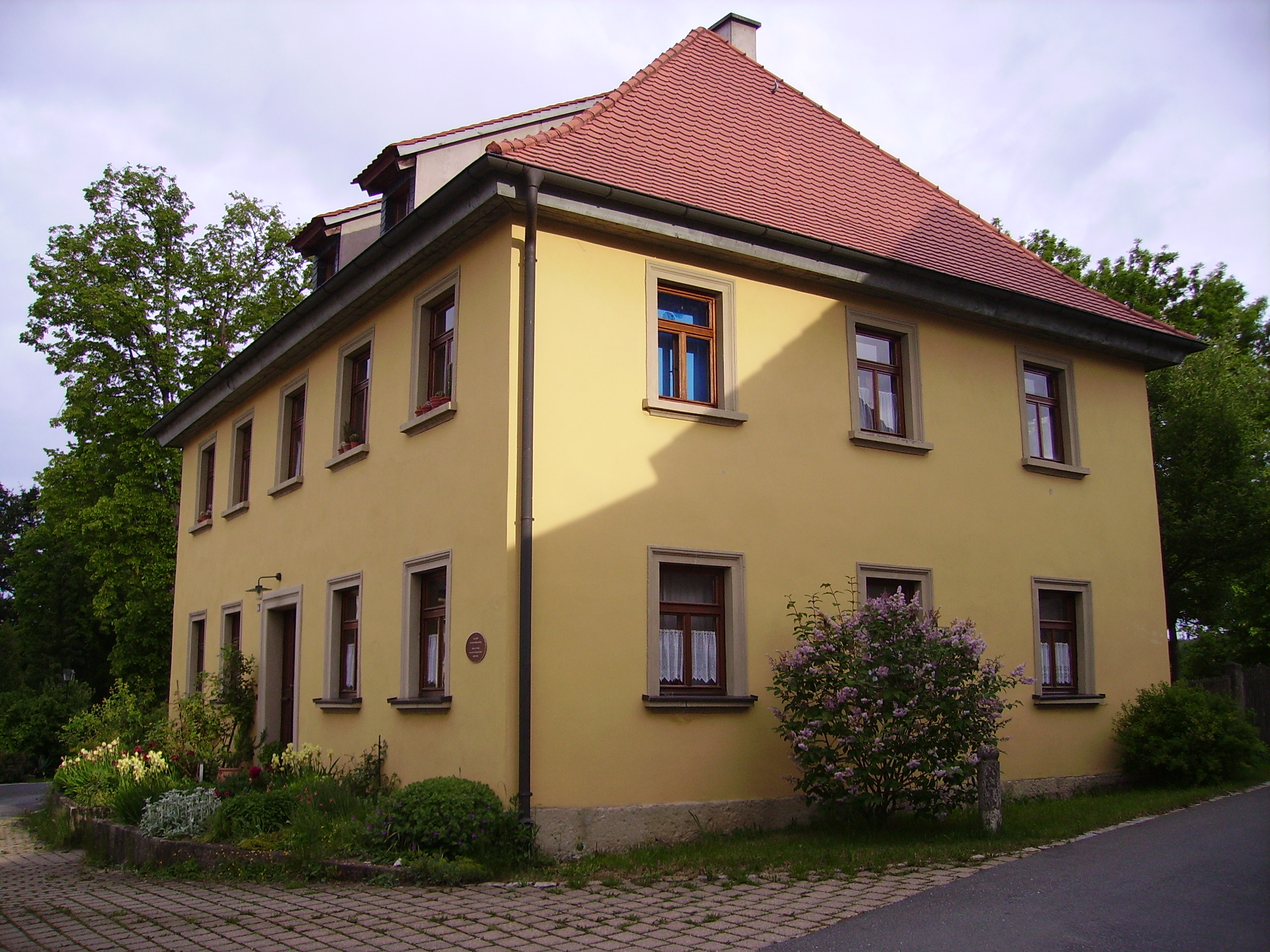
Schafhof

Lindach (bambergisch: Lindi) ist ein Gemeindeteil des Marktes Heiligenstadt i.OFr. im oberfränkischen Landkreis Bamberg in Bayern. Es war bis zur Gebietsreform die kleinste Gemeinde in Bayern. Das Dorf hat 61 Einwohner.

## Geographische Lage
Lindach liegt in der Fränkischen Schweiz an der Ostflanke des Geisbergs auf einer Höhe von 540 m ü. NHN. Vor dem Anstieg nach Lindach steht eine alte Brunnenstube mit einem einzeln stehenden Lindenbaum, der als Naturdenkmal geschützt ist.

## Name
Lindach hat seinen Namen von den Lindenbäumen.

## Regelmäßige Veranstaltungen
Traditionell findet das alljährliche Dorf- und Backofenfest statt.

## Geschichte
Der Ort wurde 1307 erstmals urkundlich erwähnt. In Biedermanns Topographischer Beschreibung aus dem Jahr 1752 wird Lindach folgendermaßen geschildert:
„Lindach, ein Dörflein mit einer Schäferei auf der Höhe, 3 Stunden von der Residenz unter dem Amt Hallstadt gehörig, pfarrt zur katholischen Kirche nach Tiefenbelz.“
Am 1. Mai 1978 wurde die bis dahin selbstständige Gemeinde in den Markt Heiligenstadt in Oberfranken eingegliedert.